# Jo-Anne Faull
Jo-Anne Faull (Kadina, 13 januari 1971) is een voormalig tennisspeelster uit Australië.

## Loopbaan

### Junioren
In 1988 won zij samen met Rachel McQuillan de meisjesdubbelspeltitel op het Australian Open alsmede op Wimbledon. Aan het eind van dat jaar werd zij junior-wereldkampioen meisjesdubbelspel.

### Enkelspel
Faull bereikte op de WTA-toernooien éénmaal de finale, op het Fernleaf Classic-toernooi in Wellington (Nieuw-Zeeland) in februari 1989 – zij verloor de eindstrijd van de Spaanse Conchita Martínez. Later dat jaar bereikte zij tweemaal de vierde ronde op een grandslamtoernooi, eenmaal op Roland Garros 1989 en andermaal op Wimbledon 1989 – daarmee steeg zij naar de 64e plek op de wereldranglijst. Haar hoogste notering op de WTA-ranglijst is de 61e plaats, die zij bereikte in augustus 1989.

### Dubbelspel
Faull bereikte driemaal de kwartfinale op een grandslamtoernooi, in 1990 op het Australian Open samen met Rachel McQuillan, alsmede op Wimbledon in 1992 en 1993 met Julie Richardson aan haar zijde. Zij won negen titels op het ITF-circuit (1987–1991) en twee op de WTA-tour (1991 en 1992). Haar hoogste notering op de WTA-ranglijst is de 36e plaats, die zij bereikte in december 1992.

#### Gemengd dubbelspel
In deze discipline bereikte Faull de derde ronde, op Wimbledon 1989 met landgenoot Jason Stoltenberg, op Roland Garros 1992 met de Amerikaan Sven Salumaa en op Roland Garros 1993 met de Nederlander Hendrik Jan Davids.

## Posities op deWTA-ranglijst
Positie per einde seizoen:
| jaar | rang enkelspel | rang dubbelspel |
| ---- | -------------- | --------------- |
| 1986 | 448            | 414             |
| 1987 | 416            | 295             |
| 1988 | 167            | 123             |
| 1989 | 70             | 61              |
| 1990 | 178            | 45              |
| 1991 | 199            | 57              |
| 1992 | 191            | 36              |
| 1993 | 244            | 72              |
| 1994 | 232            | 156             |
| 1995 | 534            | 492             |

## Palmares
| Legenda                |
| ---------------------- |
| Grandslamtoernooi      |
| Olympische Spelen      |
| Year-End Championships |
| Tier I                 |
| Tier II                |
| Tier III               |
| Tier IV & V            |

### WTA-finaleplaatsen enkelspel
| nr.              | finale     | toernooi       | ondergrond | tegenstandster    | score    |       |
| ---------------- | ---------- | -------------- | ---------- | ----------------- | -------- | ----- |
| gewonnen finales |            |                |            |                   |          |       |
| geen             |            |                |            |                   |          |       |
| verloren finales |            |                |            |                   |          |       |
| 1.               | 1989-02-12 | WTA Wellington | hardcourt  | Conchita Martínez | 1-6, 2-6 | [ 2 ] |

### WTA-finaleplaatsen vrouwendubbelspel
| nr.              | finale     | toernooi       | ondergrond | partner          | tegenstandsters                 | score         |       |
| ---------------- | ---------- | -------------- | ---------- | ---------------- | ------------------------------- | ------------- | ----- |
| gewonnen finales |            |                |            |                  |                                 |               |       |
| 1.               | 1991-02-10 | WTA Wellington | hardcourt  | Julie Richardson | Belinda Borneo Clare Wood       | 2-6, 7-5, 7-6 | [ 3 ] |
| 2.               | 1992-10-04 | WTA Taipei     | hardcourt  | Julie Richardson | Amanda Coetzer Cammy MacGregor  | 3-6, 6-3, 6-2 | [ 4 ] |
| verloren finales |            |                |            |                  |                                 |               |       |
| 1.               | 1990-02-04 | WTA Tokio      | tapijt (i) | Rachel McQuillan | Gigi Fernández Elizabeth Smylie | 2-6, 2-6      | [ 5 ] |
| 2.               | 1990-09-30 | WTA Bayonne    | tapijt (i) | Rachel McQuillan | Louise Field Catherine Tanvier  | 6-7, 7-6, 6-7 | [ 6 ] |
| 3.               | 1991-02-03 | WTA Auckland   | hardcourt  | Julie Richardson | Patty Fendick Larisa Neiland    | 3-6, 3-6      | [ 7 ] |
| 4.               | 1992-02-09 | WTA Wellington | hardcourt  | Julie Richardson | Belinda Borneo Clare Wood       | 0-6, 6-7      | [ 8 ] |
| 5.               | 1993-10-10 | WTA Taipei     | hardcourt  | Kristine Radford | Yayuk Basuki Nana Miyagi        | 4-6, 2-6      | [ 9 ] |

## Resultaten grandslamtoernooien
| Legenda | Legenda                          |
| ------- | -------------------------------- |
| g.t.    | geen toernooi gehouden           |
| l.c.    | lagere categorie                 |
| –       | niet deelgenomen                 |
| G       | uitgeschakeld in de groepsfase   |
| 1R      | uitgeschakeld in de eerste ronde |
| 2R      | uitgeschakeld in de tweede ronde |
| 3R      | uitgeschakeld in de derde ronde  |
| 4R      | uitgeschakeld in de vierde ronde |
| KF      | uitgeschakeld in de kwartfinale  |
| HF      | uitgeschakeld in de halve finale |
| F       | de finale verloren               |
| W       | het toernooi gewonnen            |
| w-v     | winst/verlies-balans             |

### Enkelspel
| toernooi        | 1988 | 1989 | 1990 | 1991 | 1992 | w-v |
| --------------- | ---- | ---- | ---- | ---- | ---- | --- |
| Australian Open | 2R   | 1R   | 1R   | 1R   | 1R   | 1-5 |
| Roland Garros   | –    | 4R   | 1R   | –    | –    | 3-2 |
| Wimbledon       | 3R   | 4R   | 3R   | 2R   | 1R   | 8-5 |
| US Open         | 1R   | 1R   | –    | –    | –    | 0-2 |

### Vrouwendubbelspel
| toernooi        | 1988 | 1989 | 1990 | 1991 | 1992 | 1993 | 1994 | 1995 | w-v |
| --------------- | ---- | ---- | ---- | ---- | ---- | ---- | ---- | ---- | --- |
| Australian Open | 1R   | 2R   | KF   | 3R   | 1R   | 1R   | 2R   | 1R   | 7-8 |
| Roland Garros   | –    | 3R   | 3R   | 1R   | 1R   | 1R   | 1R   | –    | 4-6 |
| Wimbledon       | 2R   | 1R   | 1R   | 3R   | KF   | KF   | 1R   | –    | 9-7 |
| US Open         | –    | 1R   | 2R   | 2R   | 2R   | –    | –    | –    | 3-4 |

### Gemengd dubbelspel
| toernooi        | 1988 | 1989 | 1990 | 1991 | 1992 | 1993 | 1994 | w-v |
| --------------- | ---- | ---- | ---- | ---- | ---- | ---- | ---- | --- |
| Australian Open | 2R   | 1R   | 2R   | –    | 2R   | 1R   | –    | 3-5 |
| Roland Garros   | –    | 2R   | 2R   | –    | 3R   | 3R   | 2R   | 7-5 |
| Wimbledon       | –    | 3R   | –    | 1R   | 2R   | 1R   | 1R   | 3-5 |
| US Open         | –    | –    | –    | 1R   | 1R   | –    | –    | 0-2 |